# 神秘手指
《神秘手指》是史蒂芬·金所著的短篇小說，最先刊登在於1990年《奇幻與科幻雜誌》12月號上，1993年，史蒂芬將故事收錄在短篇小說集《惡夢工廠》內。1991年，Sci Fi 頻道將其改編成電視影集怪物。

## 故事簡介
歐華是一名會計師，與太太住在公寓裡。一日，歐華在聽到家中的洗手間發出怪聲，令歐華寢食難安，後來更發現一隻手提從洗手盆及馬桶內出現，歐華因此不敢上洗手間。歐華決定動手消滅手指，從五金店買了一瓶通渠水，倒進馬桶內，希望能溶化手指。歐華被通渠水引致的氣體焗暈，醒後見到手指不單沒有被消滅，反而變本加厲，變得更大更長。最後歐華動用電鋸，但此舉引起了鄰居的注意，報警求助，警方入屋處理。